# Adana
Adana (anticamente Antiochia di Cilicia) è la quinta città turca in termini di popolazione, capoluogo della provincia omonima. Amministrativamente Adana costituisce uno dei comuni metropolitani della Turchia, formato dai centri urbani di 4 distretti: Çukurova, Sarıçam, Seyhan e Yüreğir.

## Geografia fisica
Si trova poco distante dal Mare di Levante, presso il fiume Seyhan.

## Storia
Fu teatro del massacro di Adana del 1909 a discapito della ricca popolazione cristiana, composta da armeni, greci e assiri.

## Società
La popolazione di Adana è etnicamente diversificata ed è costituita da turchi (compresi gli yörük), arabi e curdi. La crescita della popolazione rallentò tra il 1885 e il 1927 a causa del massacro di Adana e delle deportazioni della locale comunità armena. La città ospitò migliaia di rifugiati musulmani dal Caucaso, tra i quali i circassi, dalla penisola balcanica, tra i quali bosgnacchi e albanesi arrivati a causa delle guerre balcaniche, raggiunti poi da musulmani cretesi giunti in seguito allo scambio di popolazioni tra Grecia e Turchia.
La locale comunità araba è concentrata nel quartiere di Karşıyaka, nel distretto di Yüreğir. La città è stata la destinazione di migliaia di rifugiati curdi, costretti ad abbandonare i loro villaggi nel contesto delle tensioni nel sud-est del Paese. I curdi vivono maggiormente nei quartieri meridionali della città. I conos, una tribù rom originaria della Romania e stabilitasi ad Adana durante le guerre balcaniche, è concentrata maggiormente nel quartiere di Sinanpaşa.
Si stima che centinaia di famiglie di cripto-armeni vivano in città, identificandosi per decenni come arabi, curdi o turchi. I cristiani, comprendendo gli armeni, i greci e gli assiri, costituivano il 45% della popolazione cittadina prima del 1915.
La religione maggioritaria è l'Islam sunnita, anche se è presente una cospicua minoranza alevita originaria di Kahramanmaraş, mentre buona parte degli arabi di Adana sono alawiti.
La cultura eterogenea della città include una vasta componente laica. A differenza di quanto avviene in gran parte della Turchia, ad Adana il consumo di bevande alcoliche, in particolare del rakı, è diffuso e associato alla cucina locale. Similmente al resto della costa mediterranea, la città rappresenta una roccaforte del kemalismo e la politica in città è dominata dal Partito Popolare Repubblicano.

## Cultura

### Cucina

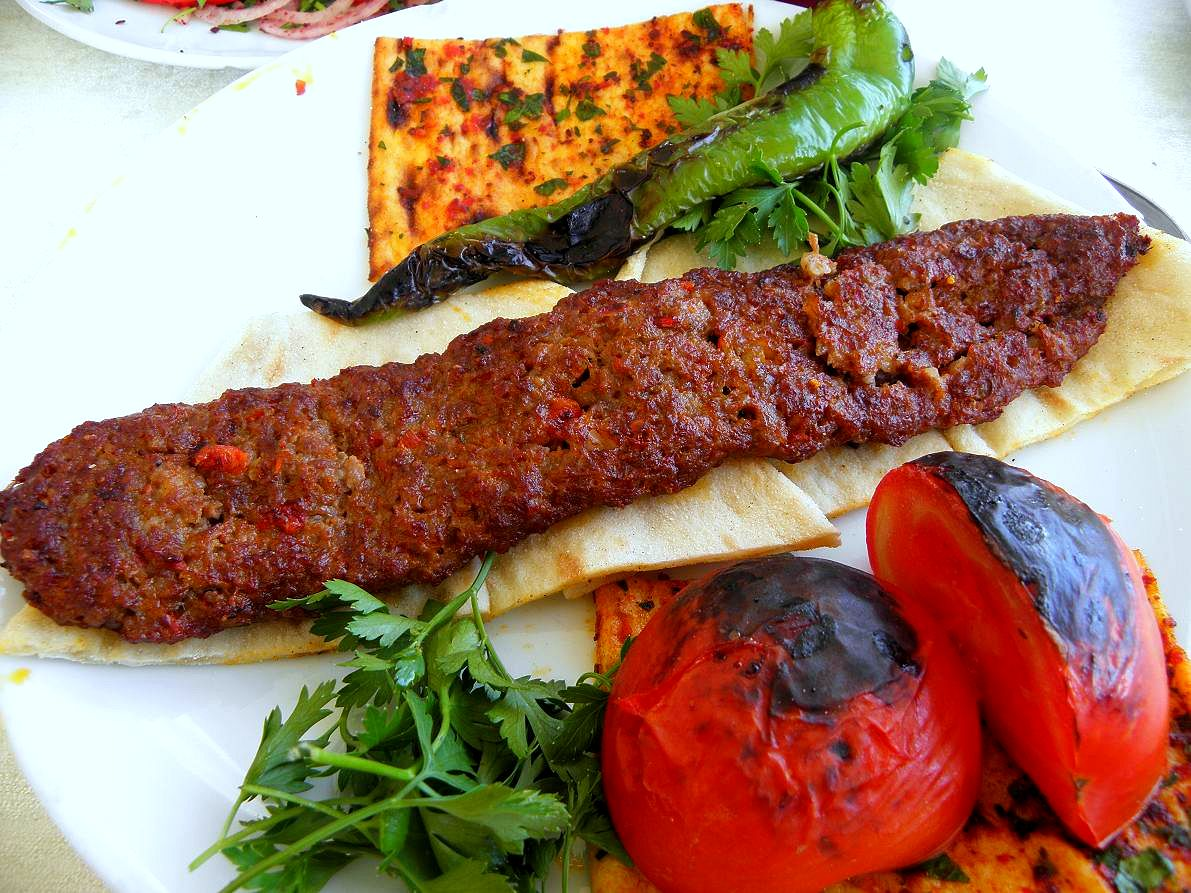
Adana Kebab

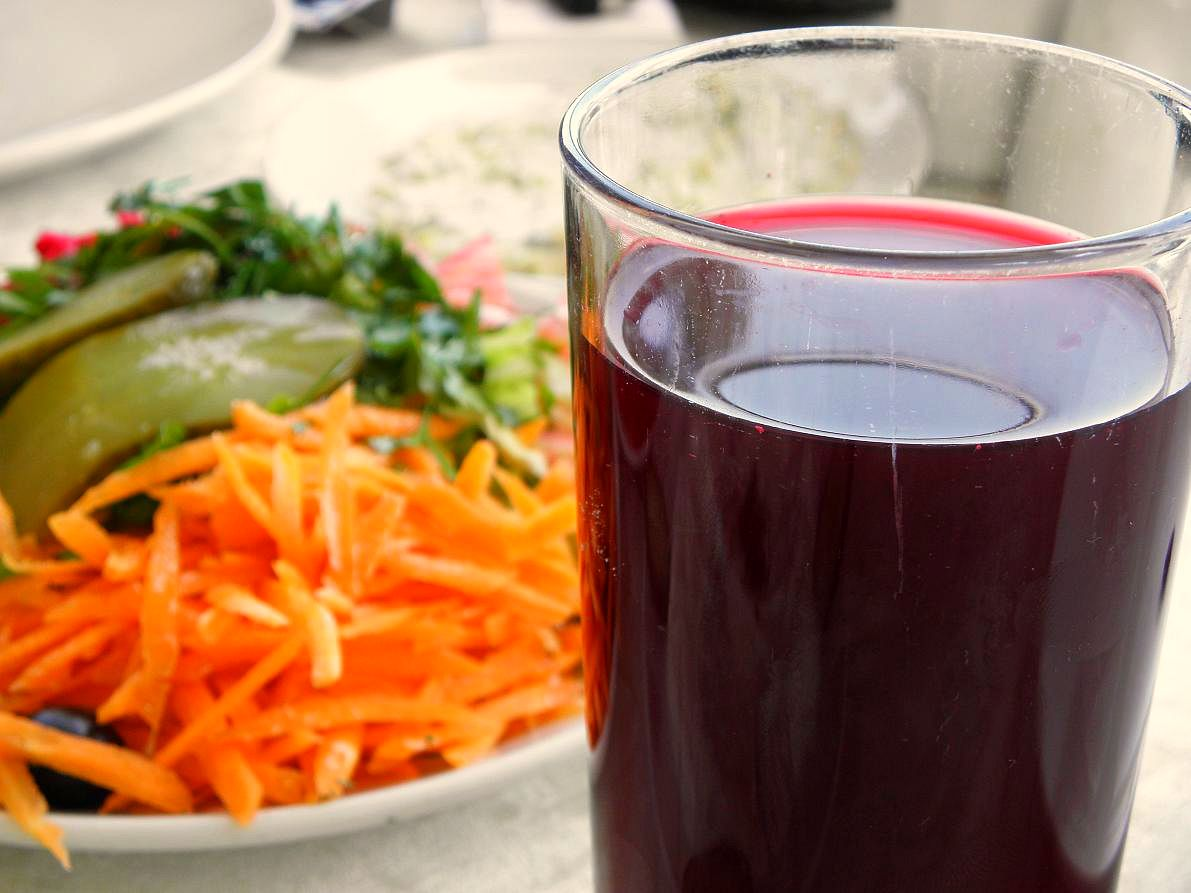
Un bicchiere di şalgam

La cucina di Adana è influenzata perlopiù dalle tradizioni culinarie yörük, arabe e armene. Piatti piccanti e grassi a base di carne (di solito di agnello o montone) e bulgur sono comuni. L'utilizzo del bulgur in cucina, alimento costituito da grano duro integrale germogliato, è tradizionale di Adana.
L'Adana Kebab è un kebab a base di carne macinata ed è il principale piatto associato alla cultura culinaria cittadina. L'Adana Kebab viene solitamente servito con insalata di cipolle, insalata verde e pomodori ben tritati. Il rakı e il şalgam di solito accompagnano il piatto come bevanda. Ci sono molte varietà di insalate tipiche della città. L'insalata di ravanelli con tahina è popolare e si trova solo nella regione di Çukurova.
Anche i piatti a base di verdure sono popolari in città: oltre al concentrato di pomodoro, il concentrato di pepe è usato in quasi tutti i piatti.
 La città è anche famosa per il şırdan, salsiccia fatta in casa ripiena di riso e cumino e il paça. Il bicibici, a base di amido in gelatina, acqua di rose e zucchero, viene servito con ghiaccio tritato e consumato soprattutto in estate. Inoltre, la città ha una serie di dessert famosi, come il Halka Tatlı e il Taş Kadayıf.

## Luoghi d'interesse
Luoghi di interesse sono : 
- le mura

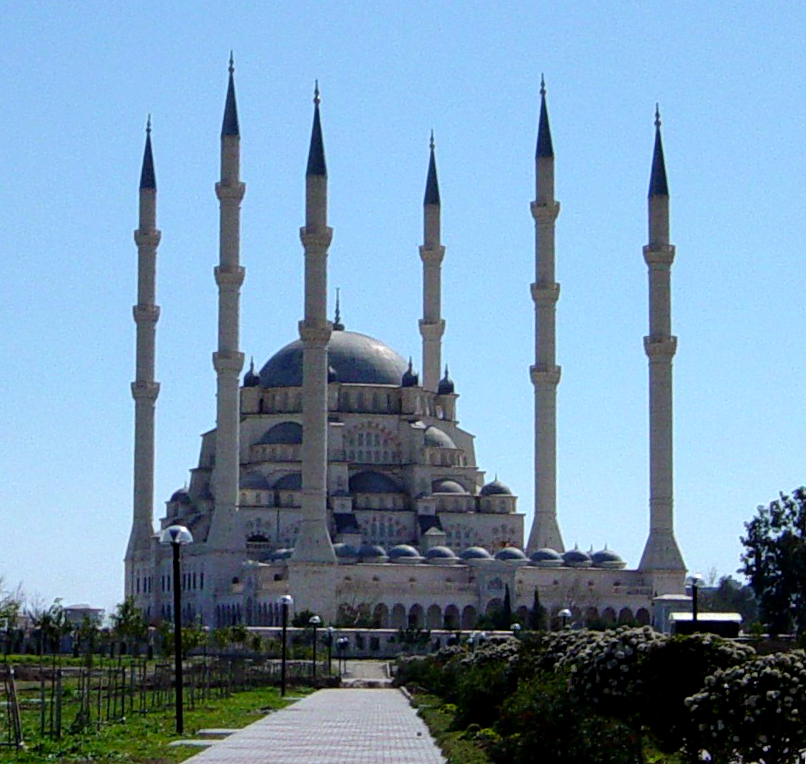
La moschea centrale Sabancı (Sabancı Merkez Camii) ad Adana

- il ponte in pietra di Adana, di epoca romana
- il castello che domina la città dall'alto, del XVI secolo
- la moderna moschea centrale Sabancı (Sabancı Merkez Camii)

È inoltre un importante centro industriale (industrie tessili, meccaniche, alimentari e del tabacco) e commerciale. Tra le aziende della città si segnala il costruttore di autobus Temsa.

## Infrastrutture e trasporti
L'aeroporto di Adana è a servizio della città.